# Lisciano Niccone
Lisciano Niccone è un comune italiano di 598 abitanti della provincia di Perugia in Umbria.

## Geografia fisica
Il comune si trova nella Valle del Niccone che prende il nome dal torrente Niccone, tributario del Tevere e si trova a metà strada tra Umbertide (PG) e Cortona (AR). Il Niccone lo divide dalla Toscana, più precisamente dalle frazioni di Mercatale, Mengaccini, frazioni del comune di Cortona. Il punto più elevato del territorio comunale è il monte Castiglione (802 m).
- Classificazione climatica: zona E, 2109 GR/G

## Storia
Di origine medievale, appartenne a Perugia per lungo tempo, sin dal 1202, come possedimento dei marchesi del Monte. Dopo un breve periodo in cui appartenne alla famiglia Casali di Cortona, nel 1479 tornò sotto lo Stato pontificio e vi restò sino al 1861, quando fu unito al Regno d'Italia.
Sul suo territorio comunale si trovano i ruderi di un castello dell'XI secolo e una chiesa edificata nello stesso periodo e dedicata a San Tommaso Apostolo. Appartenuto anche ai Marchesi di Sorbello, del vecchio castello rimangono oggi solo pochi ruderi, a testimonianza della sua imponente mole. Qui aveva sede il comune, prima di essere trasferito a valle. In località Val di Rose, vicino alla frazione di Crocicchie, si trova la chiesa di San Niccolò che custodisce una pala di scuola raffaelliana dipinta, intorno al 1515, da Eusebio di San Giorgio.

### Simboli
Lo stemma e il gonfalone sono stati concessi con DPR del 5 aprile 1995.
Nello stemma è rappresentato, su fondo azzurro, un castagno nodrito nella campagna di verde; all'albero è appesa una catena nera che sostiene un caldaio rosso con un mestolo nero.
Il gonfalone è un drappo rettangolare di rosso.

## Monumenti e luoghi d'interesse

### Architetture civili
- Castello di Reschio sito in Strada Provinciale 142. Il castello di Reschio fa parte della catena di insediamenti murati posti in Umbria (Stato Pontificio) al confine con il Granducato di Toscana. https://www.openstreetmap.org/search?query=Castello%20di%20Reschio#map=19/43.27597/12.19874

## Società

### Evoluzione demografica
Abitanti censiti

## Cultura

### Produzioni tipiche
I Bringoli sono il piatto tipico di Lisciano Niccone, sono spaghetti di acqua e farina tagliati e fatti a mano.

## Amministrazione
| Periodo        | Periodo        | Primo cittadino      | Partito                                                       | Carica  | Note  |
| -------------- | -------------- | -------------------- | ------------------------------------------------------------- | ------- | ----- |
| 25 luglio 1985 | 25 maggio 1990 | Francesco Bernardini | Partito Comunista Italiano                                    | Sindaco | [ 6 ] |
| 26 maggio 1990 | 23 aprile 1995 | Adamo Sollevanti     | Partito Comunista Italiano Partito Democratico della Sinistra | Sindaco | [ 6 ] |
| 24 aprile 1995 | 13 giugno 1999 | Adamo Sollevanti     | Partito Democratico della Sinistra                            | Sindaco | [ 6 ] |
| 14 giugno 1999 | 13 giugno 2004 | Adamo Sollevanti     | Democratici di Sinistra                                       | Sindaco | [ 6 ] |
| 14 giugno 2004 | 7 giugno 2009  | Luca Turcheria       | Centro-sinistra                                               | Sindaco | [ 6 ] |
| 8 giugno 2009  | 25 maggio 2014 | Luca Turcheria       | Lista civica                                                  | Sindaco | [ 6 ] |
| 26 maggio 2014 | 26 maggio 2019 | Gianluca Moscioni    | Unità democratica riformista                                  | Sindaco | [ 6 ] |
| 27 maggio 2019 | 9 giugno 2024  | Gianluca Moscioni    | Unità democratica riformista                                  | Sindaco | [ 6 ] |
| 10 giugno 2024 | in carica      | Gianluca Moscioni    | Unità democratica riformista                                  | Sindaco | [ 6 ] |

## Sport
La squadra di calcio locale è l'ASD Valdipierle, che gioca in Prima Categoria umbra girone A, la squadra di calcio a 5 dell'UPD Valdipierle disputa il campionato amatoriale UISP della provincia di Perugia.